# فوبه هولکروفت واتسون
 فوبه هولکروفت واتسون (انگلیسی: Phoebe Holcroft Watson؛ ۷ اکتبر ۱۸۹۸ – ۲۰ اکتبر ۱۹۸۰) یک تنیس‌باز اهل بریتانیا بود.